# Gmina Stare Bogaczowice
Gmina Stare Bogaczowice je polská vesnická gmina v okrese Valbřich v Dolnoslezském vojvodství. Sídlem gminy je obec Stare Bogaczowice. V roce 2020 zde žilo 4 265 obyvatel.
Gmina má rozlohu 87,3 km² a zabírá 20,3 % rozlohy okresu. Skládá se z 8 starostenství.

## Části gminy
Starostenství
Chwaliszów, Cieszów, Gostków, Jabłów, Lubomin, Nowe Bogaczowice, Stare Bogaczowice, Struga